# 活字文化推進会議
活字文化推進会議（かつじぶんかすいしんかいぎ）は、読売新聞グループ本社が、出版関係業界と連携して本や新聞などの活字文化を守り、発展させていくために発足させた組織。「新!読書生活」や「子どもの本フェスティバル」といったイベントや全国の書店で行われるブックフェアを通じて読書活動を促進する「21世紀活字文化プロジェクト」を展開している。

## 主な活動

### 新!読書生活（トークイベント)
- 第1回「出会い それから」（2005年4月20日 六本木)

出演/石田衣良・角田光代
- 第2回「君に贈る夏の一冊」（2005年7月9日 大手町)

出演/松田哲夫・あさのあつこ
- 第3回「こころとことば」（2005年10月10日 丸の内）

出演/川上弘美・糸井重里
- 第4回「歴史と人、時代と心」（2006年1月19日 丸の内)

出演/北方謙三・諸田玲子
- 第5回「格差社会を豊かに生きるには」（2006年3月1日 恵比寿)

出演/重松清・森永卓郎
- 第6回「知への旅立ち」(2006年6月4日 御茶ノ水)

出演/荒俣宏・最相葉月
- 第7回「一瞬の中の真実」（2006年7月4日 原宿）

出演/村山由佳・小西真奈美
- 第8回「いにしえの心、いまの言葉」（2006年9月27日 六本木)

出演/島田雅彦・金原ひとみ
- 第9回「爽やかに時代を斬る」（2007年1月18日 御茶ノ水)

出演/長井好弘・佐伯泰英
- 第10回「大人になっていく君たちへ」(2007年3月11日 恵比寿）

出演/石田衣良・佐藤多佳子